# 大围河回族满族乡
大围河回族满族乡，是中华人民共和国河北省廊坊市文安县下辖的一个乡镇级行政单位。

## 行政区划
大围河回族满族乡下辖以下地区：
南辛庄村、西桥村、安里村、樊庄村、东桥村、小围河村、大围河村、西邹村、中邹村、东邹村、前许村、后许村、郝郭纪村、东羊町村、蔡头村、薛圪挞村、韩头村、李头村、胡头村、赖头村、高头村、贾头村、河西淀村和毕家坊村。